# شيرلي جونز (مغنية)
شيرلي جونز (بالإنجليزية: Shirley Jones)‏ هي مغنية أمريكية، ولدت في 22 سبتمبر 1953 في ديترويت في الولايات المتحدة.

## وصلات خارجية
- شيرلي جونز على موقع ميوزك برينز (الإنجليزية)
- شيرلي جونز على موقع ديسكوغز (الإنجليزية)